# 我们 (2008年电影)
《我们》（KAMI）是一部2008年的马来西亚电影，由艾分迪·马知兰（Effendee Mazlan）和法莉莎·阿芝丽娜（Fariza Azlina）联合执导，艾萨尼（Syarul Ezani）、丽雅娜·贾思美、纳斯弟（Nas T）、阿妮·札雅娜（Ani Zayanah）、朱莉安娜·依文、札希尔·阿晋主演。这部电影讲述马来西亚青少年的迷茫和叛逆，内容涉及殴斗、偷窃、嗑药等社会问题，里头也置入了大量的青少年次文化元素，如独立乐团的音乐、非主流诗人的作品。

## 剧情
阿布（Abu，纳斯弟）从收容所逃出，与好友阿里（Ali，艾萨尼）、琳（Lyn，丽雅娜·贾思美）、苏菲（Sofie，朱莉安娜·依文）和阿蒂（Adii，阿妮·札雅娜）重聚，五人各自面对生活中的难题。阿里仍未适应父母离异后的单亲生活，他投身入自己不敢兴趣的旅游业，但忍受不了工作的枯燥，而他所组的悲剧乐团（The Disasters）也得不到乐评人的赏识。刚完成中学学业的琳仍然生活窘迫，她受同乡Boy（札希尔·阿晋）的纠缠，为偿还债务而替对方当运毒跑腿。阿布从收容所逃出后不敢回家，暂住在阿里家中，但经常重犯偷窃的老毛病。苏菲与男友的感情若有若无，母亲欲再婚的事也一直困扰着她。阿蒂沉迷网恋，但没有遇到合适的对象。
这五位青少年一方面在友谊中得到温暖，但另一方面也因各自的私人问题而导致彼此的友情生变。琳不愿让其他朋友知道她的过去，隐瞒着其他人继续当毒贩的跑腿。阿里不满阿布死性不改，不能摆脱偷窃毛病。最终阿里本身也因为受不了生活压力而再度尝试嗑药。在一次阿里和Boy的殴斗中，阿布意外被刺死，剩下的四人各自走向他们未知的明天。

## 影展与奖项
在第22届马来西亚电影展（FFM）中，《我们》获得数项提名，最后夺得评审特别奖及最佳男新人奖。

## 外部衔接
- 互联网电影数据库（IMDb）的我们 （页面存档备份，存于）。
- 《我们》预告片 （页面存档备份，存于），上载于Youtube。